# Zoltán (náčelník)
Zoltán (Solt, Zaltáš) (896–949) byl staromaďarský náčelník, nejspíše kníže nebo velkokníže Uherska. Byl nejmladším synem náčelníka Arpáda, zakladatele dynastie Arpádovců.
Zoltán se po jeho smrti ujal vlády nad maďarskými kmeny. Pokračoval ve vývoji státu a zaměřil se na západ. Jeho expanzi na jihozápad zastavil chorvatský král Tomislav I. Jména jeho manželek nejsou známa. Když zemřel, ujal se trůnu jeho synovec Fajsz, syn Jutaky a vnuk Arpáda.
Zoltánovým synem byl kníže Takšoň. Zmínka o jeho životě je zapsána v kronice z 12. století s názvem Gesta Hungarorum, jejíž autor je neznámý.